# Сибирская (станция метро)
«Сиби́рская» — станция Дзержинской линии Новосибирского метрополитена. Расположена в Центральном районе Новосибирска, в районе пересечения улицы Гоголя с улицей Мичурина. Самая глубокая станция Новосибирского метрополитена.
Введена в эксплуатацию в составе первого пускового участка Дзержинской линии 31 декабря 1987 года, вместе со станцией «Площадь Гарина-Михайловского».

## История

### Проекты станции
Изначально (на стадии техпроекта) станция «Нарымская» (рабочее название станции) должна была располагаться над «Красным проспектом». В рабочих же чертежах их поменяли местами. Это решение уменьшило финансовые затраты, делало более удобной соединительную ветку в депо и повышало показатели.
Первоначально колонны «Красного проспекта» должны были иметь одинаковый диаметр с колоннами данной станции. Однако этого сделать не удалось — колонны станции «Красный проспект» пришлось сделать толще, так как из-за ошибки при разбивке они оказались сильно смещены от проектных точек.
Окончательный проект — колонная трёхпролётная станция мелкого заложения.

### Строительство
В рамках подготовки, перед началом строительства станционных объектов, был выполнен большой объём работ по улицам Жуковского и Нарымской. Пришлось менять схемы движения, перекрывать улицы. Так, пришлось выполнять работы участке от улицы Нарымской до Красного проспекта и на улицах Железнодорожной и Писарева. Был закрыт и перекрёсток Красный проспект — улица Гоголя. Закрытие перекрёстка объяснялось тем, что на месте, согласно проекту, должны были расположиться котлованы под станции «Красный проспект» и «Сибирская».
Подготовка к возведению станции началась 1 декабря 1980 года. Под будущую станцию был выкопан котлован глубиной до 22 метров. При разработке котлована появилась угроза обвала. Причиной тому стало то, что из зоны не вынесли проходившие под землёй инженерные сети городских коммуникаций.
Во время же выбирания грунта чем глубже становилась яма, тем больше повреждались эти сети. Они замачивали борта котлована и появилась угроза его обвала. Всё это создавало большую нагрузку на трёхрядное крепление из распорок. Строителям, в дополнение к невыдержавшим, приходилось устанавливать дополнительные распорки. Через четыре месяца после начала все работы по сооружению станции были свёрнуты.
Проект строительства предполагал, что вначале будет сооружена камера съездов станции и выполнена обратная засыпка с утрамбовкой грунта. Камера располагалась под соединительной веткой, которая размещалась вдоль борта котлована (в зоне появившихся деформаций).
После постройки камеры съездов был запланирован монтаж участка соединительной ветки — из цельносекционной сборной обделки. Работы предполагалось проводить в открытом котловане и выполнять их мощным краном, который должен был разместиться на камере съездов, уже на засыпанных её конструкциях. Здесь у строителей возникла проблема. Работы нужно было производить 15-тонным козловым краном, грузоподъёмности которого не хватало. В связи с этим обделку пришлось поменять на другую, имевшую соответствующий вес.
Другая проблема у метростроителей была с существующей вблизи застройкой. Сложность заключалась в следующем. Станцию «Сибирская» и камеру съездов «Красного проспекта» соединяет участок служебной соединительной ветки (ССВ) с радиусом кривизны 100 метров. Сооружение этого участка велось рядом с Домом офицеров — в открытом котловане, имевшим свайное ограждение. Во время работ выяснилось, что здание Дома офицеров деформируется и было решено проходить щитовым способом участок ССВ.
Кроме того, возникли сложности с канализацией. Так, согласно первоначальным планам, переходные тоннели также должны были сооружать в открытом котловане, с возведённым свайным ограждением. Однако при этом способе необходим был перенос из зоны сооружения всех канализационных городских сетей. В итоге был выбран другой способ: 136-метровые пешеходные тоннели прошли вручную. При этом строители вышли точно в назначенные места «Сибирской», не нарушив ни существовавшей канализации, ни сроков сдачи.
По состоянию на середину ноября 1987 года станция была готова, но в усечённом виде — для приёма пассажиров был готов только один вестибюль (совмещённый со станцией «Красный проспект»). На второй же завод-подрядчик из Ленинграда не поставил эскалаторы. Решался вопрос о пуске станции в усечённом виде или необходимости добиваться получения заказа от подрядчика. В конце концов выбрали второй вариант. После чего в Ленинград ночным рейсом вылетел договариваться с руководством завода заместитель председателя городского исполкома П. В. Лапков. По приезде выяснилось, что директор завода является его сокурсником. Также оказалось, что на складе завода имеются подходящие для станции эскалаторы, но они уже подготовлены для другого метрополитена, Бакинского. Новосибирские же, предназначенные для «Сибирской», будут выпущены только к 15 декабря. В итоге договорились взять бакинский заказ, сменив реквизиты. 2 декабря 1987 года эскалаторы уже находились на станции, доставленные из Ленинграда специально заказанным Ил-76. К 28 декабря все три ленты были смонтированы и приняты государственной комиссией.

### Пуск
В 18:00 31 декабря 1987 года от «Сибирской» до «Площади Гарина-Михайловского» прошёл пробный первый поезд. После состоявшегося митинга было открыто движение на этом участке. Торжественную ленту разрезал П. В. Лапков.

## Вестибюли и пересадки
Станция является пересадочным узлом на станцию «Красный проспект» Ленинской линии и имеет два вестибюля. Восточный вестибюль находится возле перекрёстка улиц Гоголя и Мичурина. Второй вестибюль — западный, совмещён с кассовым залом станции «Красный проспект». Под этим кассовым залом расположены служебные помещения метрополитена, например комната отдыха машинистов, в которой осуществляется смена состава поездных бригад и машинистов.
Оба вестибюля связаны с платформой трёхленточными эскалаторами. Каждая лента имеет длину 30 метров. С 2011 года на перилах каждого эскалатора наклеены специальные фотолюминесцентные эвакуационные ленты, имеющие салатный цвет. Они предназначены на случай чрезвычайной ситуации и в темноте указатели на лентах укажут направления выходов.
В центре платформы станции расположены лестницы, ведущие в переход на станцию «Красный проспект». Переход осуществляется через два прямоугольных тоннеля. В связи с тем, что пешеходный переход (протяжённость 136 м) проходит под сформировавшимся жилым кварталом, он имеет несколько изгибов. Для ускорения пересадки на Ленинскую линию можно воспользоваться западным, совмещённым вестибюлем.
В народе переход через тоннели прозван «пьяным» — из-за его кривизны. Кривизна объясняется тем, что метростроители (почти в последний момент) пустили трассу в обход Дворца бракосочетаний. Хотя изначально трасса проектировалась по наикратчайшему пути. И по существовавшим в то время нормам между станциями-пересадками должен был существовать самостоятельный пешеходный переход. Тем не менее трассу переходов строители вынуждены были пустить в обход.
Второй вход был реконструирован и надстроен стеклянной надстройкой, в ходе проводившейся реконструкции. Работы проводились в период с 16 сентября 2006 года до 1 ноября 2008 года.

## Архитектура и оформление
Тип конструкции — колонная, трёхпролётная станция мелкого заложения. Несмотря на глубину, станция была построена открытым способом по специальному проекту, выполненному институтом «Новосибметропроект». Проект станции: 22 пары колонн, отстоящие друг от друга на 4,5 метра. Перекрытие центрального зала выполнено сводчатым, из монолитного железобетона. Сводчатая конструкция призвана создать субъективное ощущение станции глубокого заложения. Освещение станционной платформы производится закарнизными светильниками. С недавнего времени вокруг колонн стоят несколько скамеек из полированного дерева, а к потолку подвешены видеоэкраны.
Станционный потолок выполнен в виде изморози — светлой россыпи разнообразных свисающих кристаллов. Мраморные же колонны, выполненные призматическими — словно ледяные глыбы. А вокруг — мерцающие грани сосулек и льдинок царства Снежной королевы. Этим оформлением авторы проекта станции А. В. Бондаренко и В. М. Голямов сделали попытку выразить характер Сибири.
Обе путевые стены станции отделаны светлым мрамором, поверх которого были смонтированы восемь художественных мозаичных панно из горно-алтайских камней. Мозаики выполнены во флорентийском стиле и посвящены различным темам природы и истории Сибири.
Художественные панно имеют свои названия:
- Левая путевая стена: «Воды Сибири»; «История Сибири»; «Цветы Сибири»; «Люди и горы».
- Правая путевая стена: «Леса Сибири»; «Хлеб Сибири»; «Север»; «Недра Сибири».

Укладка панно производилась следующим образом: на асбо-цементные доски (толщина 2 см) по рисунку наклеивались пластинки (5 мм) мрамора и других камней. На путевые стены мозаика выкладывалась с зазором. Воздушный зазор делался для того, чтобы при попадании воды не было высолов цементного камня. Работы выполнили на Алтайском камнерезном заводе алтайские мастера, а часть панно сделали ученики художественной школы из Колывани (Алтайский край). Инициатива по созданию мозаик принадлежит начальнику Дирекции метрополитена Г. С. Рузаеву. Авторы проекта — ленинградские художники Георгий и Ольга Алексеевы.
| Путь | Тип поезда        | Место назначения                |
| ---- | ----------------- | ------------------------------- |
| 1    | Дзержинская линия | На Площадь Гарина-Михайловского |
| 2    | Дзержинская линия | На Золотая Нива                 |

## Путевое развитие
За станцией расположены оборотные тупики, никогда не использовавшиеся. Перед станцией расположена камера съездов. До 28 декабря 2000 года был задействован только один путь, левый, по которому ходил один электропоезд. С пуском следующей станции начал использоваться и второй путь. Через станцию стали ходить два поезда.
В период до 23 июня 2007 года, когда был запущен в эксплуатацию второй путь на участке от «Маршала Покрышкина» до «Берёзовой рощи» и открыто оборотное движение на линии, на станции осуществлялась пересадка с одного пути на второй. При этом на станции, над средним пролётом, висел электронный дисплей-табло (ныне демонтирован). На этом табло показывались стрелки и названия конечных станций. Возможность проезда по всей линии без пересадок в ту пору имелась лишь в те временные промежутки, когда по линии ходил один электропоезд (до 7:00 и после 22:30). В ту пору в режиме «на выход» (в сторону западного вестибюля) работали сразу 2 эскалатора — во время прихода двух метропоездов один эскалатор не справлялся с потоком. Подобная схема движения перестала существовать с открытием 23 июня 2007 года кольцевого движения на Дзержинской линии.

## Станция в цифрах
- Длина станции, как и на всех станциях Новосибирского метрополитена, стандартная — 102 м, что позволяет поместить на путь до пяти вагонов (в настоящее время используются 4-хвагонные составы). Длина посадочной платформы — 100 м[12].
- Пикет ПК 114+28.
- Длина пути до станции «Площадь Гарина-Михайловского» — 1560 метров. До станции «Маршала Покрышкина» длина перегона составляет 1080 метров[13].
- В 2010 году суточный пассажиропоток станции составлял 18,1 тысяч человек. Таким образом, «Сибирская» является наиболее загруженной станцией Дзержинской линии.
- Время работы входов станции для пассажиров[14]:

1. Входы № 1 и 2 работают с 5 часов 45 минут до 23 часов 00 минут.
2. Совмещённый вестибюль работает с 5 часов 45 минут до 00 часов 00 минут.

- Таблица времени отправления первого и последнего поездов[14]:

|                                                  | Пн — Вс (чч: мм: сс) | Пн — Вс (чч: мм: сс) |
| В сторону станции «Площадь Гарина-Михайловского» | 05:55:00             | 00:09:00             |
| В сторону станции «Маршала Покрышкина»           | 05:50:00             | 00:05:00             |

## Расположение
Находится в Центральном районе Новосибирска, на пересечении улицы Гоголя и Мичурина. Рядом проходит Красный проспект, улицы Крылова, Лермонтова, Каменская.
Рядом расположены: Центральный рынок, УВД Центрального района, различные торговые центры. Ранее, в советскую эпоху, рядом находились известные в городе магазины («1000 мелочей» и «Синтетика»).
Один из её вестибюлей, совмещённый со станцией «Сибирская», расположен на пересечении Красного проспекта и улицы Гоголя. Другой находится на пересечении улицы Гоголя и улицы Мичурина и позволяет выйти к Центральному рынку, Дворцу бракосочетаний и торговым центрам.

### Остановки
Остановки наземного общественного транспорта вблизи выходов станции:
- А, Мт, Тб, Тр: «Метро Сибирская».

В транспортной доступности расположены остановки А, Мт, Тб: «Метро Красный проспект», «Центральный рынок».

## Фотографии

Название станции
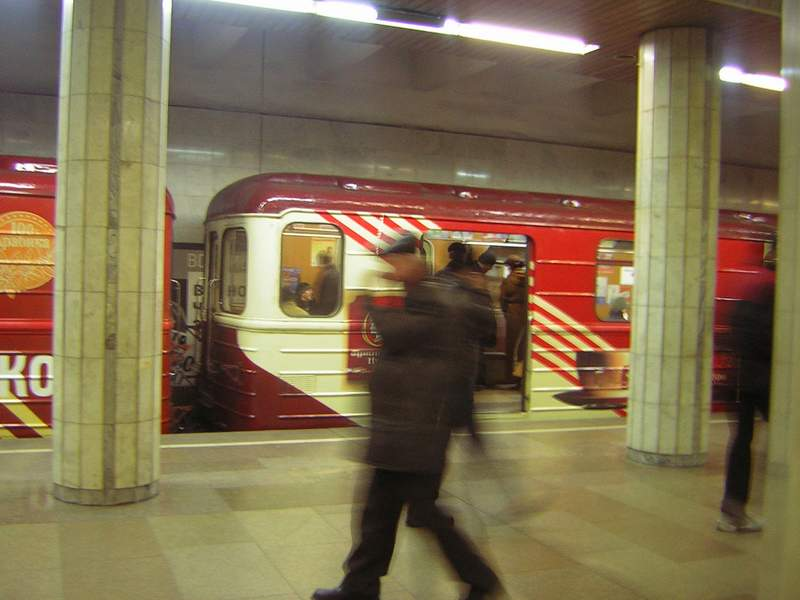
Поезд на станции
Ряд колонн
Скамейка ожидания